# Seminole Canyon District
Le Seminole Canyon District – ou Seminole Canyon Archeological District – est un district historique américain dans le comté de Val Verde, au Texas. Inscrit au Registre national des lieux historiques le 25 janvier 1971 et étendu le 21 décembre 1985, il est composé de plusieurs sites archéologiques, parmi lesquels neuf contribuent aussi au Lower Pecos Canyonlands Archeological District. On compte parmi ces derniers la Fate Bell Annex et le Fate Bell Shelter, qui sont protégés au sein du parc et site historique d'État de Seminole Canyon.